# Балтажи, Ольга Семёновна
Ольга Семёновна Балтажи (урождённая Хазанович, укр. Ольга Семенівна Балтажі; род. 28 апреля 1970, Запорожье) — советская и украинская шашистка. Чемпионка Европы 2014 года по международным шашкам, чемпионка Европы в составе женской сборной Украины (2013). Чемпионка мира 2015 (блиц), призёр чемпионатов мира (1999 (блиц), 2001, 2003), Европы (2000, 2002, 2008 (блиц)), многократная чемпионка Украины (1995, 1996, 1998, 2008, 2010, 2011), неоднократный призёр чемпионатов Европы в составе команды «Днепроспецсталь». Гроссмейстер Украины (1997), международный гроссмейстер среди женщин (2002), заслуженный мастер спорта Украины (2004), мастер ФМЖД среди мужчин.
Тренируется у Яценко А., Балтажи К., первый тренер В. Л. Курбатов.
С 2008 года живёт в Ивано-Франковске. Замужем за международным арбитром и вице-президентом федерации шашек Украины Константином Балтажи.
Кавалер Ордена княгини Ольги III степени (2015).

## Спорт
Шашками стала заниматься в 1984 году в областном шахматно-шашечном клубе у тренера Виктора Львовича Курбатова. С ним достигла первых спортивных результатов: чемпионка СССР среди девушек, призёр чемпионата СССР 1991 года среди женщин, победительница Кубка СССР.
Установила рекорд Украины по количеству досок на сеансе одновременной игры — 100 (11 мая 2013).
В 1994 окончила экономический факультет Запорожского государственного университета.
В 2014 году стала чемпионкой Европы.
В 2015 году на чемпионате мира заняла 10-е место. На чемпионате мира 2015 в блице заняла первое место.
Серебряный призёр чемпионата мира 2017 в рапиде.
В 2017 году на чемпионате мира заняла 9-е место.